# Salticus paludivagus
Salticus paludivagus är en spindelart som beskrevs av Lucas 1846. Salticus paludivagus ingår i släktet Salticus och familjen hoppspindlar. Inga underarter finns listade i Catalogue of Life.